# わし座ベータ星
わし座β星 (β Aql) は、わし座の恒星で4等星。

## 概要
G型の準巨星で、赤色矮星の伴星を持つ。伴星のB星は12等級と暗く、肉眼では見えない。

## 名称
固有名のアルシャイン (Alshain)。これは、元々ペルシャのアステリズムで「（はかりの）竿」を意味する shāhīn-i tarāzū に由来する。これは、横に並ぶα星、γ星の3つの星を秤の竿に見立てたもので、γ星の由来も同一であるとする説である。
これとは別に、アラビア語で「隼（ハヤブサ）」を意味する アッ＝シャーヒーン（アラビア語：الشاهين, al-shāhīn）に由来するという説もある。
2016年8月21日に国際天文学連合の恒星の命名に関するワーキンググループ (Working Group on Star Names, WGSN) は、Alshain をわし座β星Aの固有名として正式に承認した。